# Los pájaros 2: El fin del mundo
Los pájaros 2: El fin del mundo (The Birds II: Land's End) es una película de suspense y terror de 1994, secuela de la exitosa película de Alfred Hitchcock Los pájaros de 1963. Dirigida por Rick Rosenthal bajo el pseudónimo de Alan Smithee y protagonizada por Brad Johnson y Chelsea Field, cuenta con la actuación especial de Tippi Hedren.

## Sinopsis
Ted y Mary Hocken se mudan a una diminuta isla de la costa este , remota y azotada por el viento, con sus dos hijas pequeñas. Los Hocken están decididos a olvidar la pérdida de su hijo y pasar un verano tranquilo y sin incidentes.
Una inmensa bandada de pájaros comienza a concentrarse alrededor del pequeño pueblo de Gull Island. Un biólogo marino es el objetivo de un ataque misterioso y espeluznante. En poco tiempo, el cielo se oscurece por una espantosa avalancha de pájaros que chillan. Un veterano recuerda un brote horrible similar hace tres décadas en Bodega Bay, California.

## Elenco
- Brad Johnson como Ted Hocken
- Chelsea Field como Mary Hocken
- Tippi Hedren como Helen
- James Naughton como Frank Irvin
- Jan Rubes como Karl
- Stephanie Milford como Jill
- Megan Gallacher como Joanna
- Richard K. Olsen como Doc Rayburn

## Producción
Tippi Hedren, quien interpretó a Melanie Daniels en la película original, regresó en un papel secundario como un personaje diferente llamado Helen. Hedren se mostró decepcionada de que no tuviera un papel más importante: "Ojalá fuera más que un cameo. Creo que cometieron un error al no hacer eso. Pero me ha ayudado a alimentar a mis leones y tigres".  Cuando se le preguntó cuál podría haber sido la opinión de Hitchcock, respondió: "¡Odiaría pensar en lo que diría!" 
 Aunque en tras el estreno de la misma, Hedren ha repudiado esta secuela y se siente avergonzada de haber actuado en ella.
Originalmente estuvo planificada para un estreno en cines pero Universal Studios no estuvo conforme con el filme por lo que se estrenó directo en formato VHS y en televisión